# 1017
1017 (MXVII) var ett normalår som började en tisdag i den julianska kalendern.

## Händelser
- Olof Skötkonung grundar ett biskopssäte i Skara. På kungens begäran vigs Thurgot som dess förste biskop av ärkebiskop Unwan. Kristendomen har nu ett starkt fäste i Västergötland.
- Cholariket erövrar Ceylon.
- Knut den store utropas som kung av England och gifter sig med Emma av Normandie.
- England delas upp i grevskapen Wessex, Mercia, East Anglia och Northumbria.
- Abd ar-Rahman IV blir umayyadisk kalif av Córdoba och efterträder Suleiman II.
- Shrivijayariket erövrar Kungariket Medang på Java.

## Födda
- 28 oktober – Henrik III, tysk-romersk kejsare 1046-1056.

## Avlidna
- Sanjo, japansk kejsare 1011-1016.
- Abd ar-Rahman IV, Umayyadkalif.
- Judit av Bretagne, hertiginna av Normandie.